# Яшодхарапура
Яшодхарапура (кхмер. យសោធរបុរៈ, санскр. यशोधरपुर «город Яшода» или «Святой или Главный город»), одна из столиц Кхмерской империи — современный Ангкор. Основана Яшоварманом I в период его правления 899—917 гг.
Яшоварман I строил Яшодхарапуру в достаточно сжатые сроки, потому что его дворец в Харихаралайя (современный Ролуох) был сожжён и уничтожен во время его борьбы за власть.
Центр столицы — естественный холм с храмом Пномбакхенг, ранее упоминаемый в надписях как «Центральная храм-гора». Этот храм на какое-то время стал главным индусским центром Кхмерской империи.
После опустошительного набега тямов в 1177 г. Джаяварман VII заложил крепость Ангкор-Тхом, ставшую новым центром города.
В 1353 г. город впервые захватили тайцы. В 1432 г. после очередного тайского набега, Яшодхарапура была заброшена, а столица перенесена в Пномпень